# Išim (città)
Išim (in russo Ишим?; traslitterato anche come Ishim) è una città della Russia siberiana occidentale, situata nell'Oblast' di Tjumen'; sorge sulla sponda sinistra del fiume omonimo, 319 chilometri a sudest del capoluogo Tjumen' e capoluogo dell'Išimskij rajon.
Fondata nel 1687, ottenne lo status di città nel 1782.

## Società

### Evoluzione demografica
Fonte: mojgorod.ru
| 1897  | 1939   | 1959   | 1970   | 1979   | 1989   | 2002   | 2007   |
| ----- | ------ | ------ | ------ | ------ | ------ | ------ | ------ |
| 7 100 | 31 000 | 47 800 | 56 200 | 62 300 | 66 400 | 64 800 | 64 300 |